# Campeonato Mundial de Atletismo em Pista Coberta de 2012
O Campeonato Mundial de Atletismo em Pista Coberta de 2012 foi a 15ª edição da competição, e ocorreu entre 9 e 11 de março no Ataköy Athletics Arena em Istambul, Turquia.

## Medalhistas

### Masculino
| Evento                      | Ouro                                                                           | Ouro      | Prata                                                                      | Prata     | Bronze                                                                         | Bronze    |
| 60 m detalhes               | USA Justin Gatlin                                                              | 6s46      | JAM Nesta Carter                                                           | 6s54      | GBR Dwain Chambers                                                             | 6s60      |
| 400 m detalhes              | CRC Nery Brenes                                                                | 45s11     | BAH Demetrius Pinder                                                       | 45s34     | BAH Chris Brown                                                                | 45s90     |
| 800 m detalhes              | ETH Mohammed Aman                                                              | 1m48s36   | CZE Jakub Holuša                                                           | 1m48s62   | GBR Andrew Osagie                                                              | 1m48s92   |
| 1500 m detalhes             | MAR Abdalaati Iguider                                                          | 3m45s21   | TUR Ilham Tanui Özbilen                                                    | 3m45s35   | ETH Mekonnen Gebremedhin                                                       | 3m45s90   |
| 3000 m detalhes             | USA Bernard Lagat                                                              | 7m41s44   | KEN Augustine Kiprono Choge                                                | 7m41s77   | KEN Edwin Soi                                                                  | 7m41s78   |
| 60 m com barreiras detalhes | USA Aries Merritt                                                              | 7s44      | CHN Liu Xiang                                                              | 7s49      | FRA Pascal Martinot-Lagarde                                                    | 7s53      |
| 4x400 m detalhes            | USA Estados Unidos Frankie Wright Calvin Smith Jr. Manteo Mitchell Gil Roberts | 3:03.94   | GBR Grã-Bretanha Conrad Williams Nigel Levine Michael Bingham Richard Buck | 3:04.72   | TRI Trinidad e Tobago Lalonde Gordon Renny Quow Jereem Richards Jarrin Solomon | 3:06.85   |
| Salto em distância detalhes | BRA Mauro Vinícius da Silva                                                    | 8,23 m    | AUS Henry Frayne                                                           | 8,23 m    | RUS Aleksandr Menkov                                                           | 8,22 m    |
| Salto triplo detalhes       | USA Will Claye                                                                 | 17,70 m   | USA Christian Taylor                                                       | 17,63 m   | RUS Lyukman Adams                                                              | 17,36 m   |
| Salto em altura detalhes    | GRE Dimitrios Chondrokoukis                                                    | 2,33 m    | RUS Andrey Silnov                                                          | 2,33 m    | RUS Ivan Ukhov                                                                 | 2,31 m    |
| Salto com vara detalhes     | FRA Renaud Lavillenie                                                          | 5,95 m    | GER Björn Otto                                                             | 5,80 m    | USA Brad Walker                                                                | 5,80 m    |
| Arremesso de peso detalhes  | USA Ryan Whiting                                                               | 22,00 m   | GER David Storl                                                            | 21,88 m   | POL Tomasz Majewski                                                            | 21,72 m   |
| Heptatlo detalhes           | USA Ashton Eaton                                                               | 6645 pts. | UKR Oleksiy Kasyanov                                                       | 6071 pts. | RUS Artem Lukyanenko                                                           | 5969 pts. |

### Feminino
| Evento                      | Ouro                                                                              | Ouro      | Prata                                                                             | Prata     | Bronze                                                                                 | Bronze    |
| 60 m detalhes               | JAM Veronica Campbell-Brown                                                       | 7s01      | CIV Murielle Ahouré                                                               | 7s04      | USA Tianna Madison                                                                     | 7s09      |
| 400 m detalhes              | USA Sanya Richards-Ross                                                           | 50s79     | RUS Aleksandra Fedoriva                                                           | 51s76     | USA Natasha Hastings                                                                   | 51s82     |
| 800 m detalhes              | KEN Pamela Jelimo                                                                 | 1m58s83   | UKR Nataliia Lupu                                                                 | 1m59s67   | USA Erica Moore                                                                        | 1m59s97   |
| 1500 m detalhes             | ETH Genzebe Dibaba                                                                | 4m05s78   | TUR Aslı Çakır Alptekin                                                           | 4m08s74   | FRA Hind Déhiba                                                                        | 4m10s30   |
| 3000 m detalhes             | KEN Hellen Onsando Obiri                                                          | 8m37s16   | ETH Meseret Defar                                                                 | 8m38s26   | ETH Gelete Burka                                                                       | 8m40s18   |
| 60 m com barreiras detalhes | AUS Sally Pearson                                                                 | 7s73      | GBR Tiffany Porter                                                                | 7s94      | BLR Alina Talai                                                                        | 7s97      |
| 4x400 m detalhes            | GBR Grã-Bretanha Shana Cox Nicola Sanders Christine Ohuruogu Perri Shakes-Drayton | 3:28.76   | USA Estados Unidos Leslie Cole Natasha Hastings Jernail Hayes Sanya Richards-Ross | 3:28.79   | RUS Rússia Yuliya Gushchina Kseniya Ustalova Marina Karnaushchenko Aleksandra Fedoriva | 3:29.55   |
| Salto em distância detalhes | USA Brittney Reese                                                                | 7,23 m    | USA Janay DeLoach                                                                 | 6,98 m    | GBR Shara Proctor                                                                      | 6,89 m    |
| Salto triplo detalhes       | GBR Yamilé Aldama                                                                 | 14,82 m   | KAZ Olga Rypakova                                                                 | 14,63 m   | CUB Mabel Gay                                                                          | 14,29 m   |
| Salto em altura detalhes    | USA Chaunté Lowe                                                                  | 1,98 m    | ITA Antonietta Di Martino RUS Anna Chicherova SWE Ebba Jungmark                   | 1,95 m    | nenhum                                                                                 |           |
| Salto com vara detalhes     | RUS Yelena Isinbayeva                                                             | 4,80 m    | FRA Vanessa Boslak                                                                | 4,70 m    | GBR Holly Bleasdale                                                                    | 4,70 m    |
| Arremesso de peso detalhes  | NZL Valerie Adams                                                                 | 20,54 m   | USA Michelle Carter                                                               | 19,58 m   | USA Jillian Camarena-Williams                                                          | 19,44 m   |
| Pentatlo detalhes           | UKR Nataliya Dobrynska                                                            | 5013 pts. | GBR Jessica Ennis                                                                 | 4965 pts. | LTU Austra Skujytė                                                                     | 4762 pts. |

## Quadro de medalhas
País sede destacado.
| Ordem | País              |    |    |    |    |
| 1     | Estados Unidos    | 10 | 4  | 5  | 19 |
| 2     | Grã-Bretanha      | 2  | 3  | 4  | 9  |
| 3     | Etiópia           | 2  | 1  | 2  | 5  |
| 4     | Quénia            | 2  | 1  | 1  | 4  |
| 5     | Rússia            | 1  | 3  | 4  | 8  |
| 6     | Ucrânia           | 1  | 2  |    | 3  |
| 7     | França            | 1  | 1  | 2  | 4  |
| 8     | Austrália         | 1  | 1  |    | 2  |
|       | Jamaica           | 1  | 1  |    | 2  |
|       | Marrocos          | 1  | 1  |    | 2  |
| 11    | Brasil            | 1  |    |    | 1  |
|       | Costa Rica        | 1  |    |    | 1  |
|       | Grécia            | 1  |    |    | 1  |
|       | Nova Zelândia     | 1  |    |    | 1  |
| 15    | Alemanha          |    | 2  |    | 2  |
| 16    | Bahamas           |    | 1  | 1  | 2  |
| 17    | China             |    | 1  |    | 1  |
|       | Chéquia           |    | 1  |    | 1  |
|       | Itália            |    | 1  |    | 1  |
|       | Costa do Marfim   |    | 1  |    | 1  |
|       | Cazaquistão       |    | 1  |    | 1  |
|       | Suécia            |    | 1  |    | 1  |
|       | Turquia           |    | 1  |    | 1  |
| 24    | Bielorrússia      |    |    | 1  | 1  |
|       | Cuba              |    |    | 1  | 1  |
|       | Lituânia          |    |    | 1  | 1  |
|       | Polónia           |    |    | 1  | 1  |
|       | Roménia           |    |    | 1  | 1  |
|       | Trindade e Tobago |    |    | 1  | 1  |
| TOTAL | TOTAL             | 26 | 28 | 25 | 79 |

## Galeria
Fotos do campeonato em Istambul:

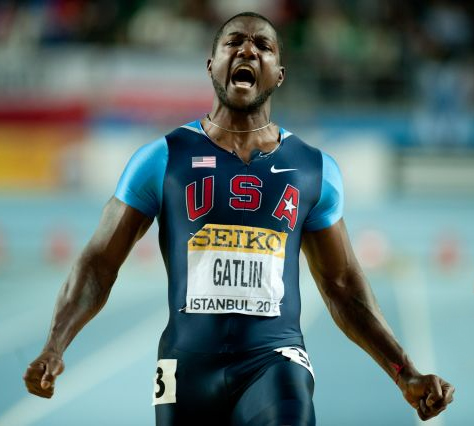
Justin Gatlin nos 60 metros.
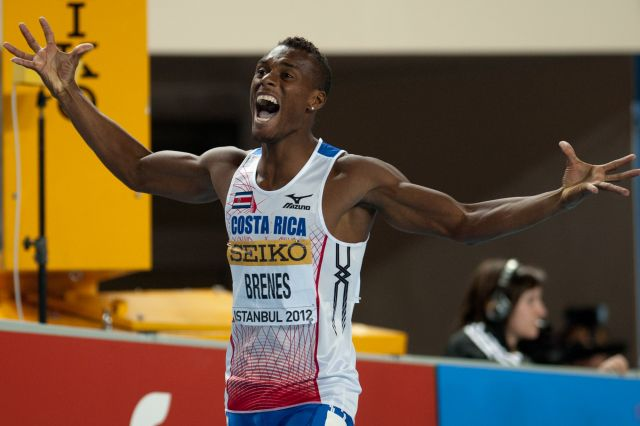
Nery Brenes nos 400 metros.
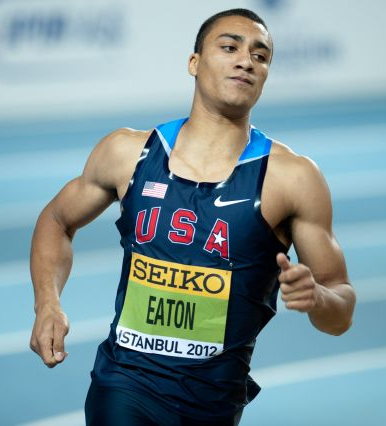
Ashton Eaton no heptatlo.
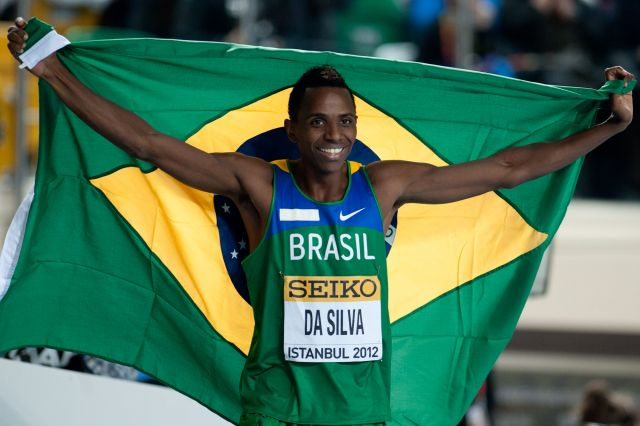
Mauro Vinícius da Silva no salto em dstância.
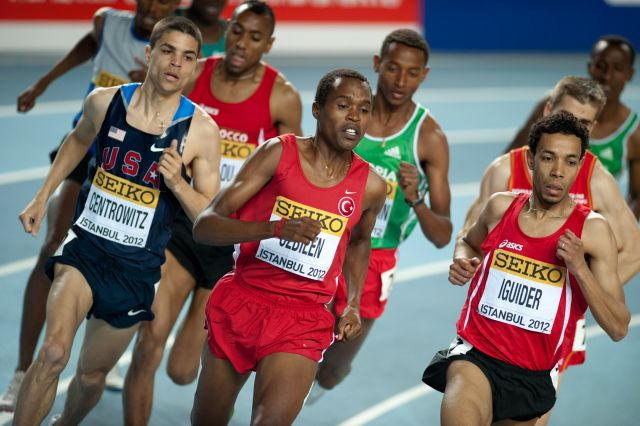
Abdalaati Iguider nos 1500 metros.
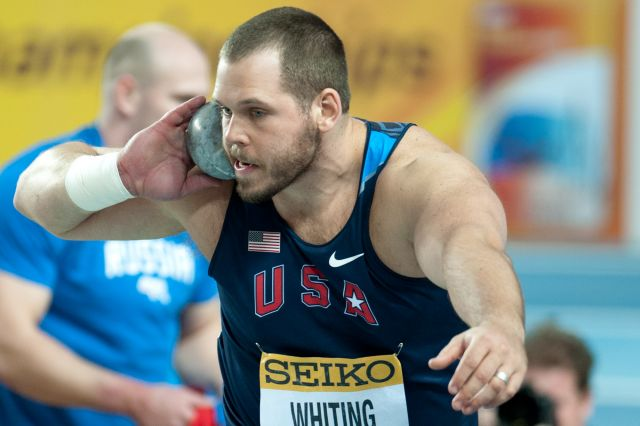
Ryan Whiting no arremesso de peso.
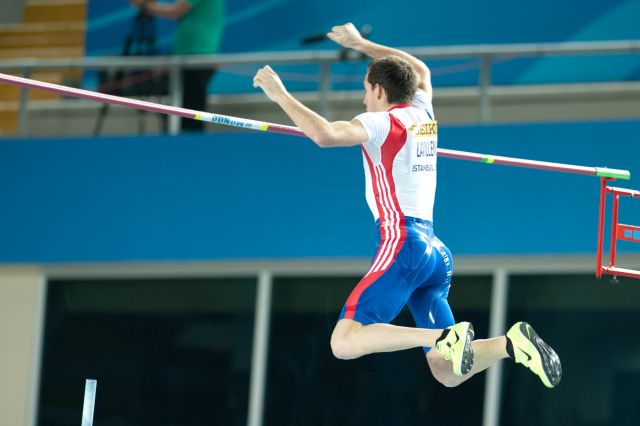
Renaud Lavillenie no salto com cara.
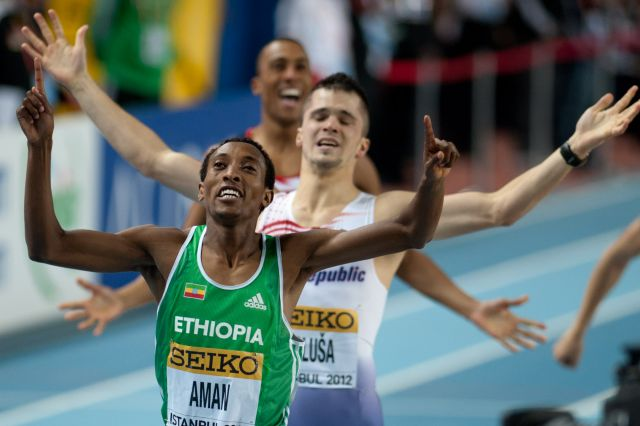
Mohammed Aman nos 800 metros.
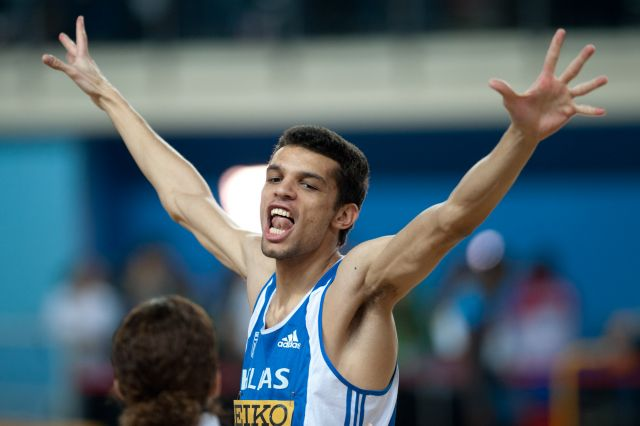
Dimitrios Chondrokoukis no salto em altura.
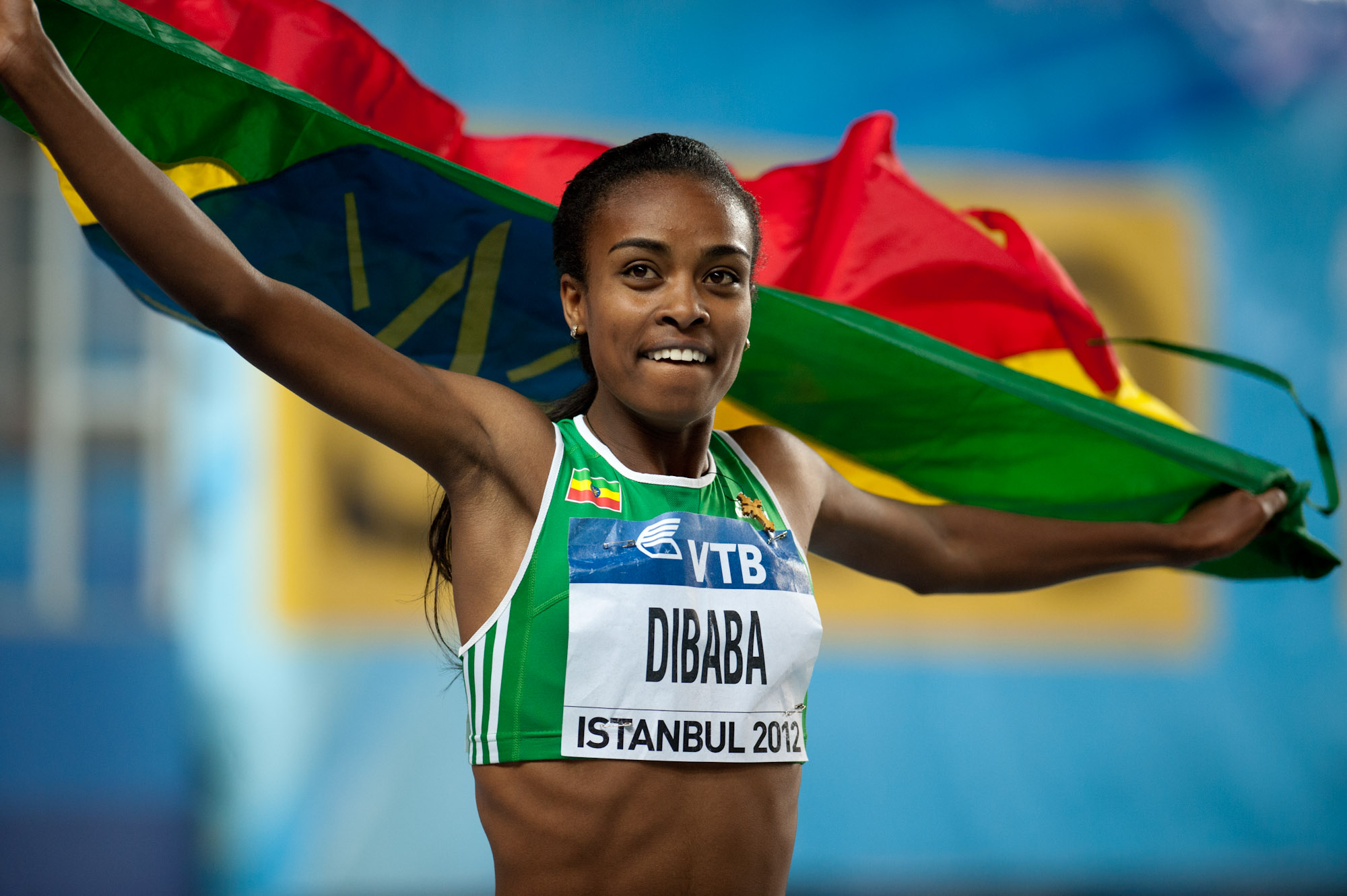
Genzebe Dibaba nos 1500 metros.
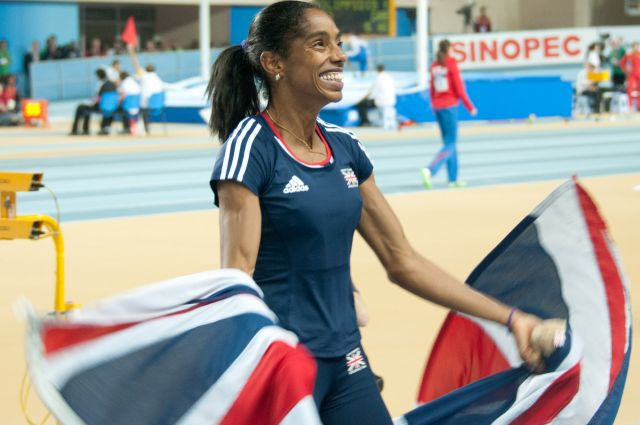
Yamilé Aldama no salto triplo.
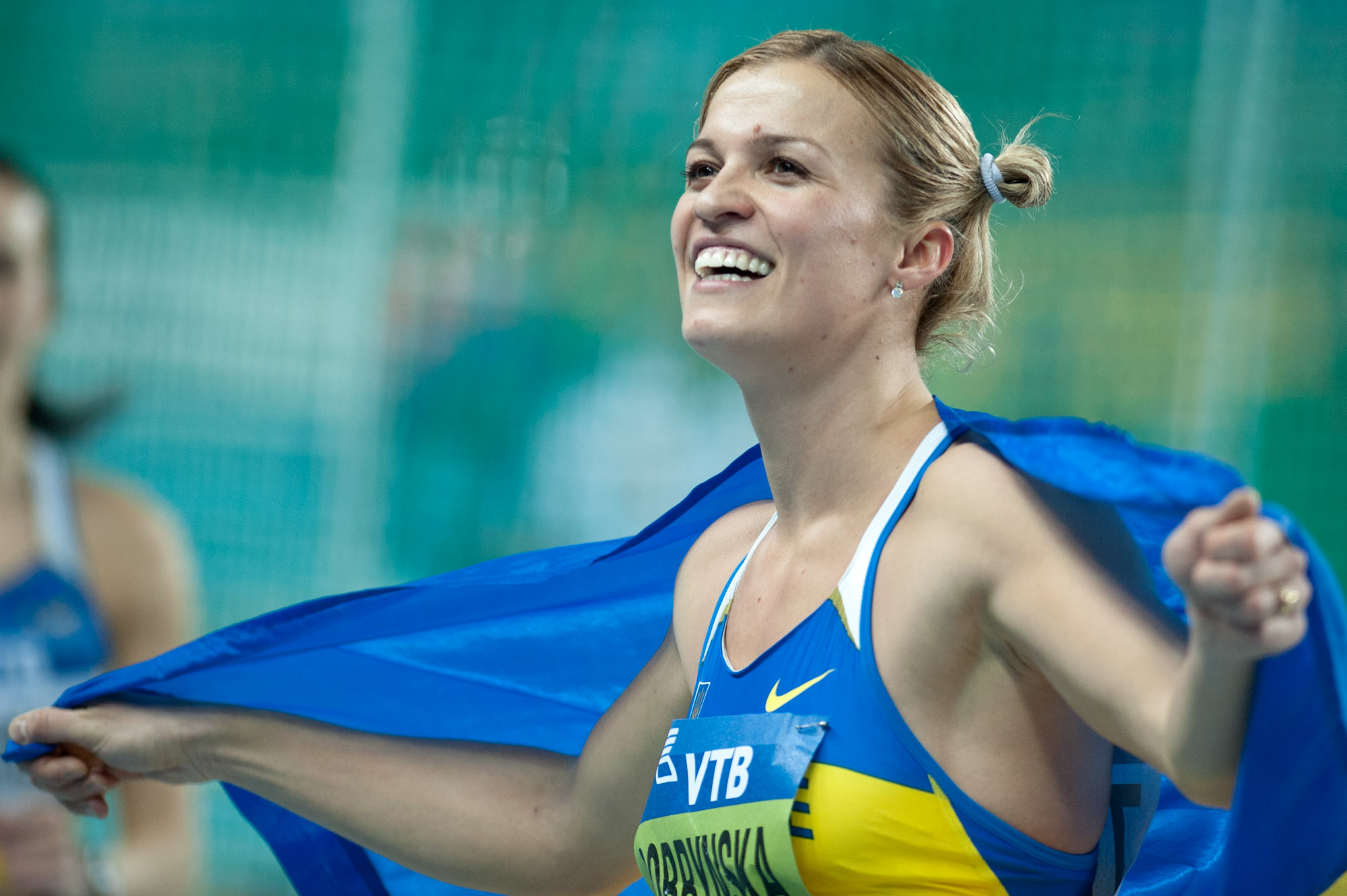
Nataliya Dobrynska no pentatlo.
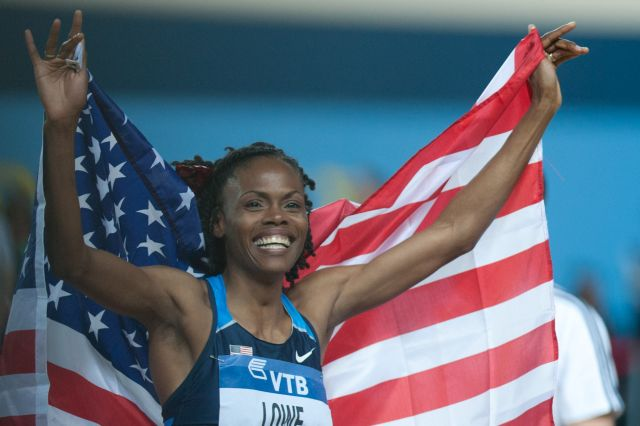
Chaunté Lowe no salto em altura.
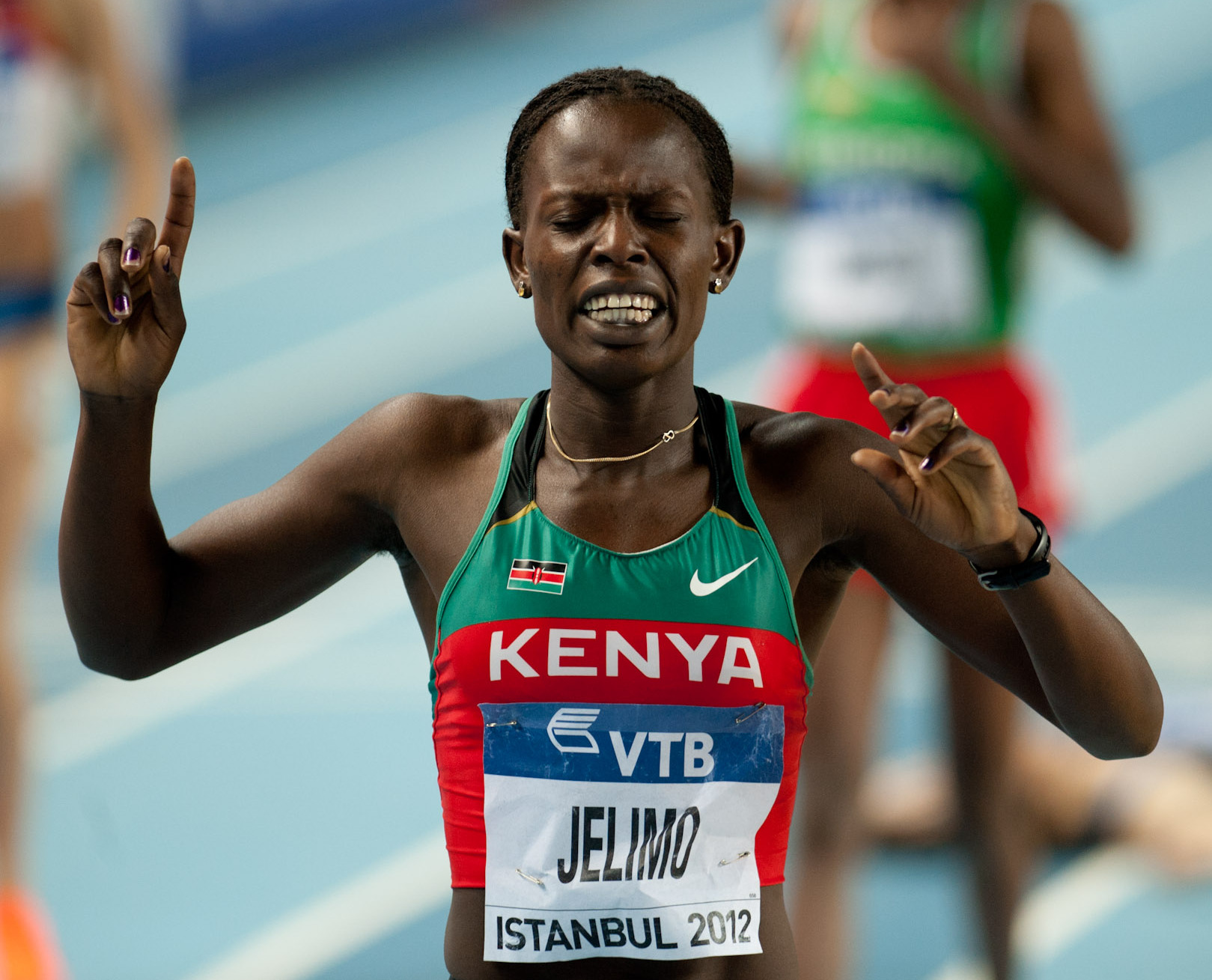
Pamela Jelimo nos 800 metros.

Legenda
| Recorde mundial       | Recorde mundial (World record)               |                       | Recorde africano                      | Recorde africano (African) |                                           | Q | Classificado por posição (Qualified) |
| Recorde do campeonato | Recorde do campeonato (Championship record)  | Recorde da América    | Recorde da América (Americas)         | q                          | Classificado por melhor tempo (Qualified) |   |                                      |
| Melhor marca do ano   | Melhor marca do ano (World leading)          | Recorde asiático      | Recorde asiático (Asian)              | DNS                        | Não largou (Did not start)                |   |                                      |
| Recorde nacional      | Recorde nacional (National record)           | Recorde europeu       | Recorde europeu (European)            | DNF                        | Não terminou (Did not finish)             |   |                                      |
| Recorde pessoal       | Recorde pessoal do atleta (Personal best)    | Recorde da Oceania    | Recorde da Oceania (Oceania)          | DSQ / DQ                   | Desclassificado (Disqualified)            |   |                                      |
| Recorde da temporada  | Recorde da temporada do atleta (Season best) | Recorde sul-americano | Recorde sul-americano (South America) | NM                         | Sem marca (No mark)                       |   |                                      |